# Дитер Зелер
Дитер Зелер (на немски: Dieter Seeler) е бивш германски футболист, роден на 15 декември 1931 г. в Хамбург, починал на 21 септември 1979 в Хамбург.

## Кариера
Дитер, както баща му Ервин и брат му Уве, се прославя с мачовете си за Хамбургер. Той започва да играе футбол в Хамбургер, след това се състезава 3 години за Алтона 93, преди да се завърне в Хамбургер, където играе заедно с брат си. Въпреки че Уве безспорно е по-известният и по-успелият от двамата, Дитер не остава в сянката му и успява да си изгради име на добър футболист. Той дори носи капитанската лента на отбора на финала за Купата на Германия през 1963 г., когато Хамбургер побеждава Борусия Дортмунд с 3:0 след хеттрик на Уве. Други големи успехи на Дитер са спечелването на шампионската титла през 1960 г., участието на полуфинал за КЕШ през 1961 г., както и 8-те шампионски титли на Северна Германия.

### Национален отбор
През 1959 изиграва един мач за „Б“ отбора на Германия - срещу Унгария.
Дитер Зелер почива от бъбречна криза през 1979 г.